# Кайыр (Жамбылская область)
Кайыр (каз. Қайыр) — село в Таласском районе Жамбылской области Казахстана. Входит в состав Ушаралского сельского округа. Код КАТО — 316247300.

## Население
В 1999 году население села составляло 201 человек (110 мужчин и 91 женщина). По данным переписи 2009 года, в селе проживали 342 человека (194 мужчины и 148 женщин).